# U-633
Unterseeboot 633 foi um submarino alemão do Tipo VIIC, pertencente a Kriegsmarine que atuou durante a Segunda Guerra Mundial.
O U-633 esteve em operação entre os anos de 1942 e 1943, realizando neste período uma patrulhas de guerra, na qual afundou uma navio aliado num total de 3921 toneladas de arqueação.
Deixou a base de Kiel no dia 20 de fevereiro, se reportando pela última vez no dia 3 de março do mesmo ano. Foi afundado  no dia 10 de março de 1943, causando a morte de todos os 43 tripulantes.

## Comandantes
| Comandante            | Data                                      |
| --------------------- | ----------------------------------------- |
| Oblt. Bernhard Müller | 30 de julho de 1942 - 10 de março de 1943 |

## Subordinação
Durante o seu tempo de serviço, esteve subordinado às seguintes flotilhas:
| Período                                       | Flotilha                  |
| --------------------------------------------- | ------------------------- |
| 30 de julho de 1942 - 28 de fevereiro de 1943 | 5. Unterseebootsflottille |
| 1 de março de 1943 - 10 de março de 1943      | 9. Unterseebootsflottille |

## Operações conjuntas de ataque
O U-633 participou das seguinte operações de ataque combinado durante a sua carreira:
- Rudeltaktik Neuland (4 de março de 1943 - 6 de março de 1943)
- Rudeltaktik Ostmark (6 de março de 1943 - 10 de março de 1943)

## Coordenadas
1. ↑  em posição 58° 51' N 19° 55' O